# خوان غابرييل فالديز
خوان غابرييل فالديز هو محامي ودبلوماسي وسياسي تشيلي، ولد في 2 يونيو 1947 في سانتياغو في تشيلي. نشط حزبياً في الحزب الاشتراكي في تشيلي. وقد انتخب وزير الشؤون الخارجية في تشيلي ‏ (22 يونيو 1999 – 11 مارس 2000).